# Monastero di Gtčavank'
Il monastero di Gtčavank' (in armeno Գտիչի վանք, traslitterato anche Gtchavank o Gtichavank) è un monastero armeno nei pressi del villaggio di Togh del distretto di Xocavənd in Azerbaigian, fino al 2020 situato nella repubblica di Artsakh (già denominata repubblica del Nagorno Karabakh), nella regione di Hadrowt', corrispondente grosso modo al principato di Dizak nell'Artsakh.
È uno dei complessi monastici meno conosciuti del paese anche perché si trova abbarbicato su di un colle ed è raggiungibile unicamente attraverso un ripido sentiero nella fitta foresta che ricopre le pendici del rilievo.
Il complesso si trova in precarie condizioni anche se ultimamente sono stati intrapresi dei lavori di recupero che lo hanno liberato dalla vegetazione che lo ricopriva ed hanno puntellato il campanile a classica forma conica, tipico dell'architettura armena.

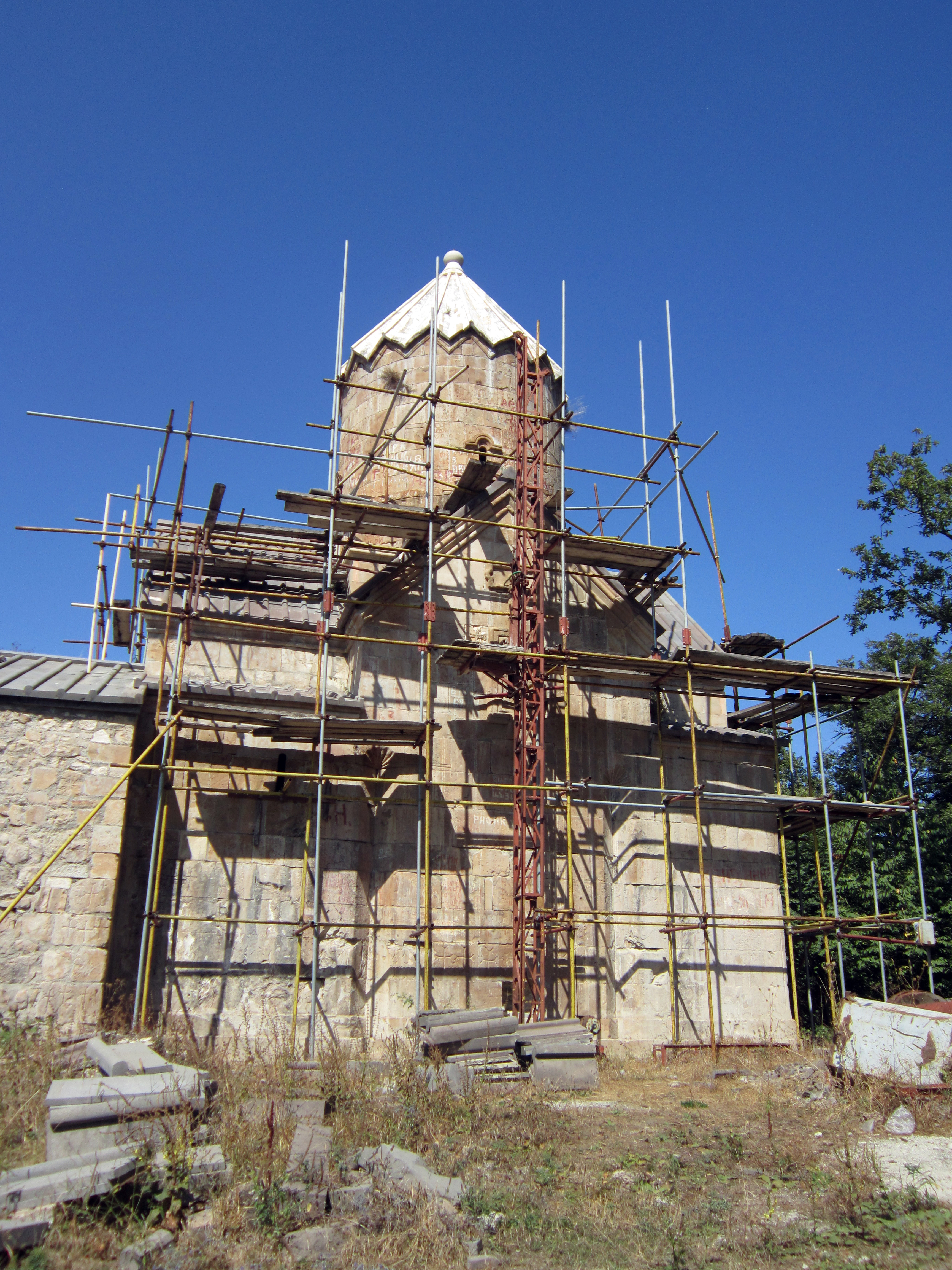
lavori di consolidamento del monastero (settembre 2017)

La sua costruzione viene fatta risalire al XIII secolo.